# 25819 Tripathi
25819 Tripathi (tên chỉ định: 2000 DW32) là một tiểu hành tinh vành đai chính. Nó được phát hiện bởi dự án Nghiên cứu tiểu hành tinh gần Trái Đất Lincoln ở Socorro, New Mexico, ngày 29 tháng 2 năm 2000. Nó được đặt theo tên Maanas Tripathi, an American high school student whose environmental management team project won second place ở the 2009 Giải thưởng Khoa học và Kỹ thuật Intel.